# Charles-Philippe Larivière
Charles-Philippe Larivière (* 28. September 1798 in Paris; † 29. Februar 1876 in Paris) war ein französischer akademischer Maler und Grafiker, der vor allem für seine Darstellung historischer Ereignisse bekannt ist.

## Leben und Werk
Larivière entstammte einer Künstlerfamilie. Sein Großvater war der Maler Charles Lepeintre (1785–1803). Sein Bruder Louis-Eugène Larivière (ca. 1801–1823) war ebenfalls Maler
Charles-Philippe Larivière nahm 1813 mit nicht einmal fünfzehn Jahren seine Ausbildung an der renommierten École des Beaux-Arts auf. Er studierte bei bekannten Lehrern wie Anne Louis Girodet-Trioson und Antoine-Jean Gros.
Trotz seiner neoklassizistischen Ausbildung öffnete er sich bald auch Einflüssen der romantischen Schule. Als Sujets wählte er Szenen aus der französischen Geschichte vor allem des Ancien Régime und des Mittelalters, die er als guter Patriot stets in positivem Licht darstellte. Das trug ihm zahlreiche lukrative staatliche Aufträge ein. Allein vier Schlachtengemälde Larivière sind im Schloss Versailles zu sehen (drei in der Schlachtengalerie und eines in den 1843 eröffneten Salles des Croisades). Diese Säle zielten auf die zeithistorische Salle de 1830, die die Julirevolution und den Bürgerkönig Louis-Philippe verherrlichten, der durch sie an die Macht gekommen war. Hier hing Larivières monumentale Darstellung der Szene, wie Louis-Philippe am 30. Juli 1830 hoch zu Ross unter dem Jubel der Bevölkerung zu den entscheidenden Beratungen mit den Republikaner im Pariser Rathaus gezogen war. In Wirklichkeit war Louis-Philippe zu Fuß gegangen und es hatte auch keinen öffentlichen Jubel gegeben. Dem König gefiel das Bild aber ausnehmend: Bei der Präsentation des Gemäldes lobte er Larivière als „Urheber meines großen Bildes“.
Außerdem malte Larivière für die der französischen Geschichte gewidmeten Räume in Versailles mehrere Porträts historischer Persönlichkeiten, zum Beispiel den Großmeister des Malteserordens Jean Parisot de la Valette und die Marschälle von Frankreich Graf Rochambeau, Bugeaud de la Piconnerie und Saint-Arnaud. Sein Porträt des General de La Brunerie hing im Treppenhaus des Pavillon du Roi im Schloss Vincennes.
Larivière beschäftigte sich auch mit religiöser Kunst: Er gestaltete die Innenausstattung einer Kapelle, die dem Heiligen Eustachius geweiht war, und fertigte Vorzeichnungen für die Glasfenster in der Chapelle royale in Dreux.

## Auszeichnungen
Mit 21 Jahren gewann er einen zweiten Preis beim Prix de Rome der Académie des Beaux-Arts, 1820 errang er einen Anerkennungspreis. 1824 gewann er den ersten Preis des Prix de Rome mit seinem großformatigen Tod des Alkibiades, der es ihm ermöglichte, von 1824 bis 1830 in der Villa Medici in Rom zu arbeiten. 1825 stellte Larivière zum ersten Mal im Salon de Paris aus, 1827 und 1855 gewann er hier Medaillen. 1836 wurde er in die Ehrenlegion aufgenommen. Außerdem wurde er mit dem Ordre du Nicham Iftikar de Tunisie ausgezeichnet.

## Galerie

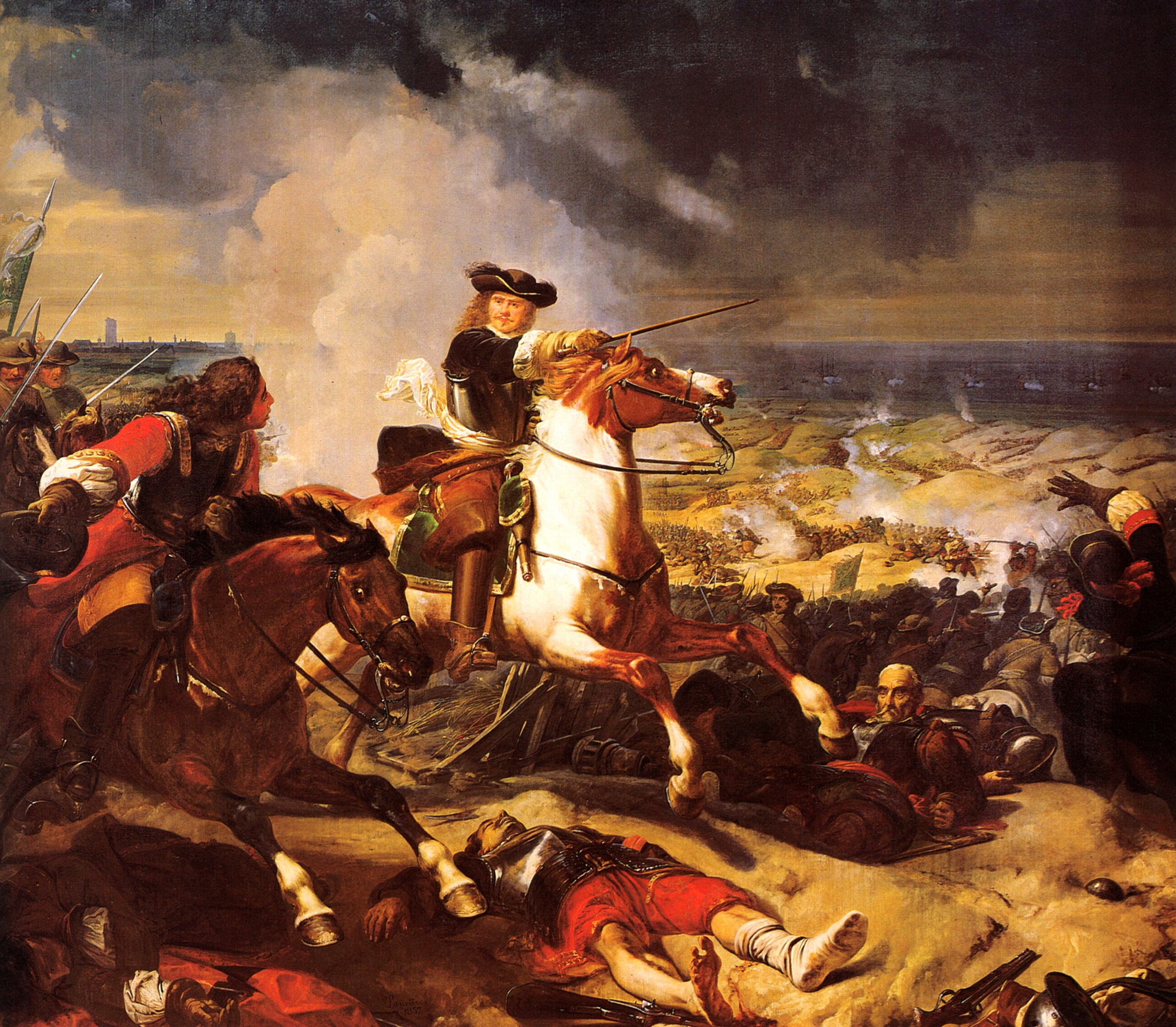
Die Schlacht in den Dünen
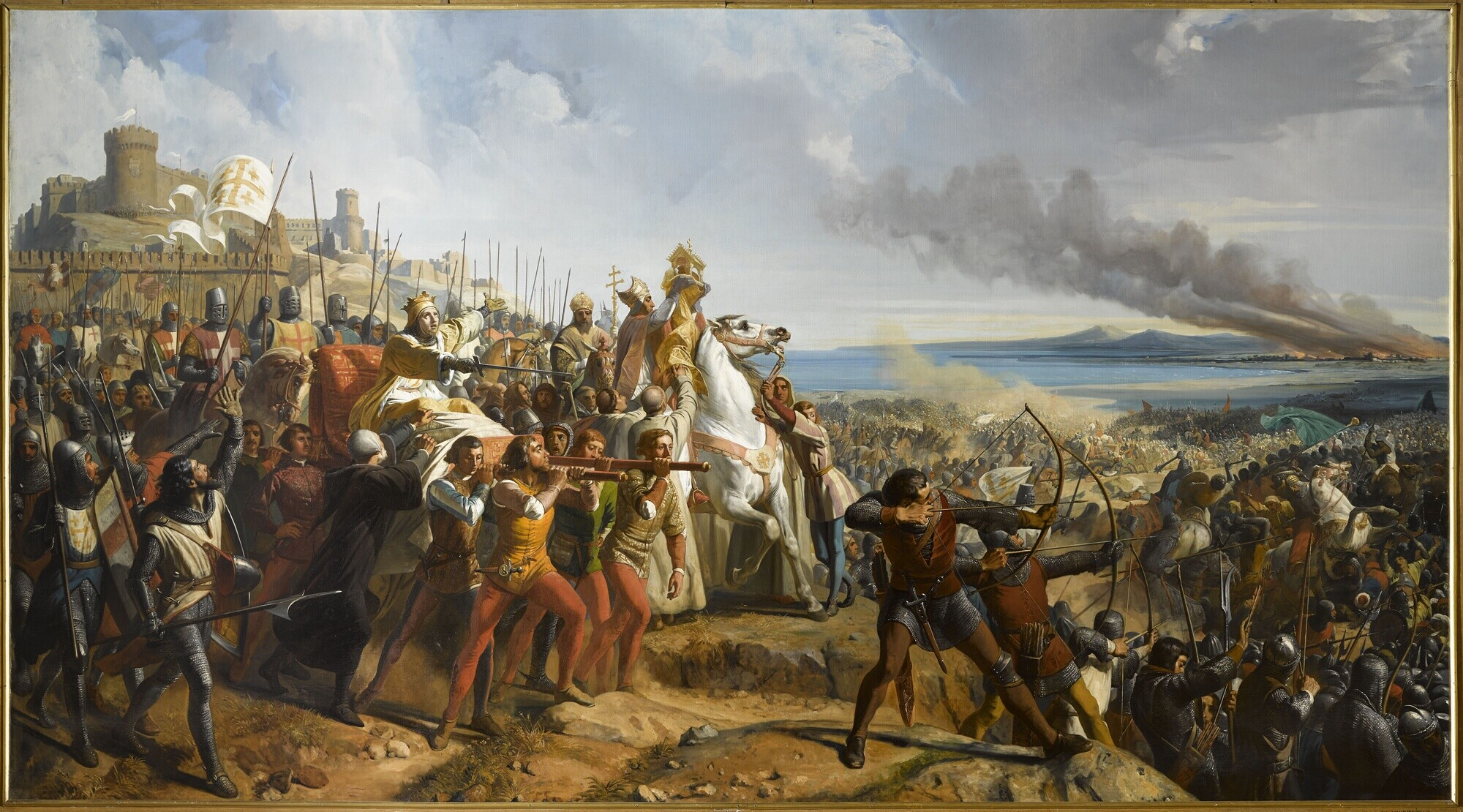
Die Schlacht von Montgisard
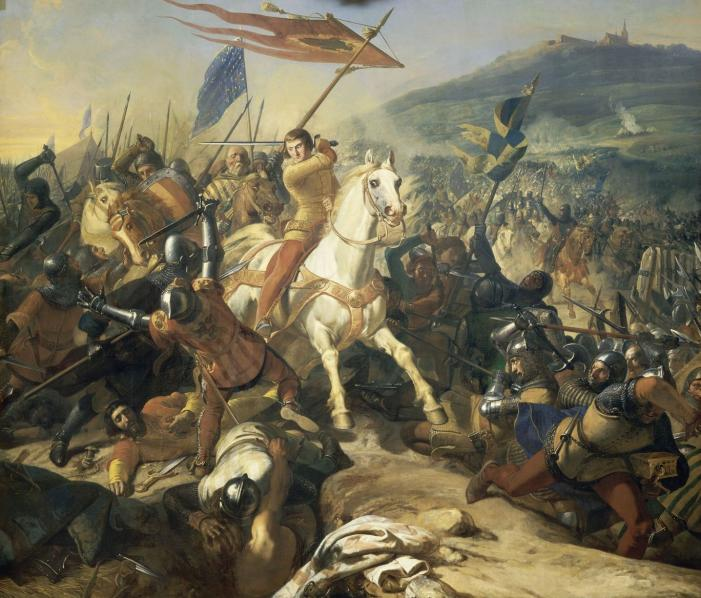
Philipp der Schöne in der Schlacht von Mons-en-Pévèle
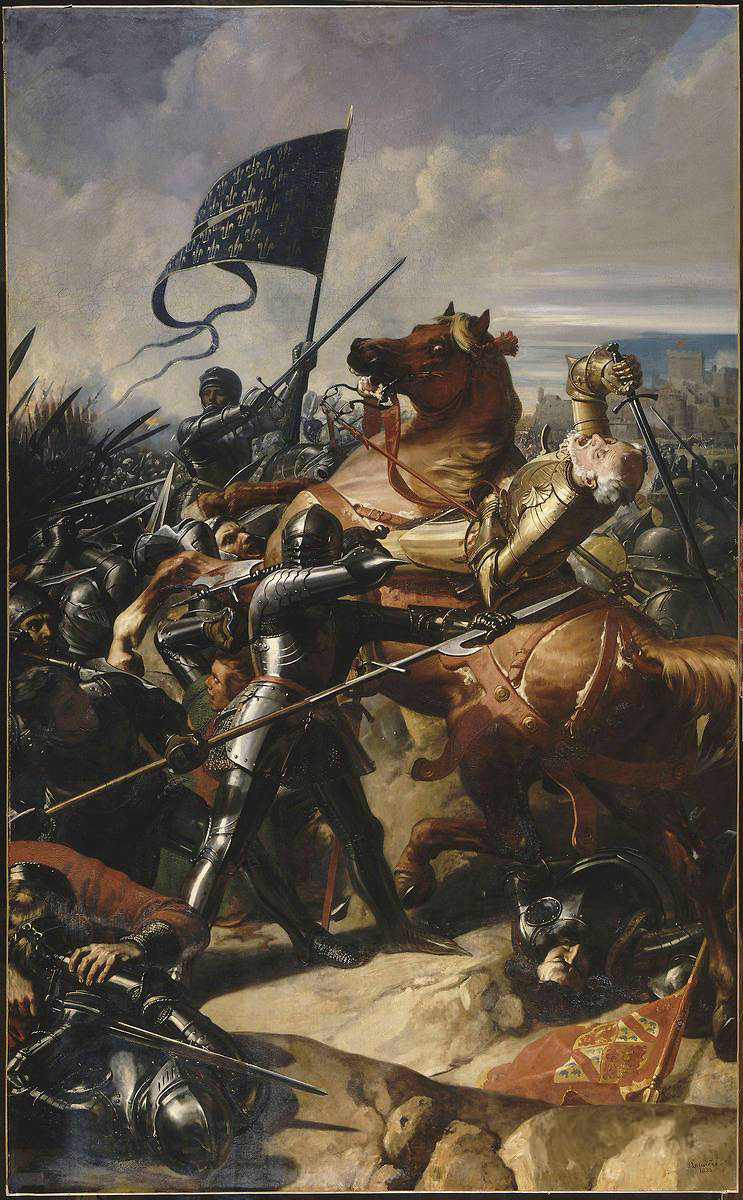
Der Tod John Talbots in der Schlacht bei Castillon
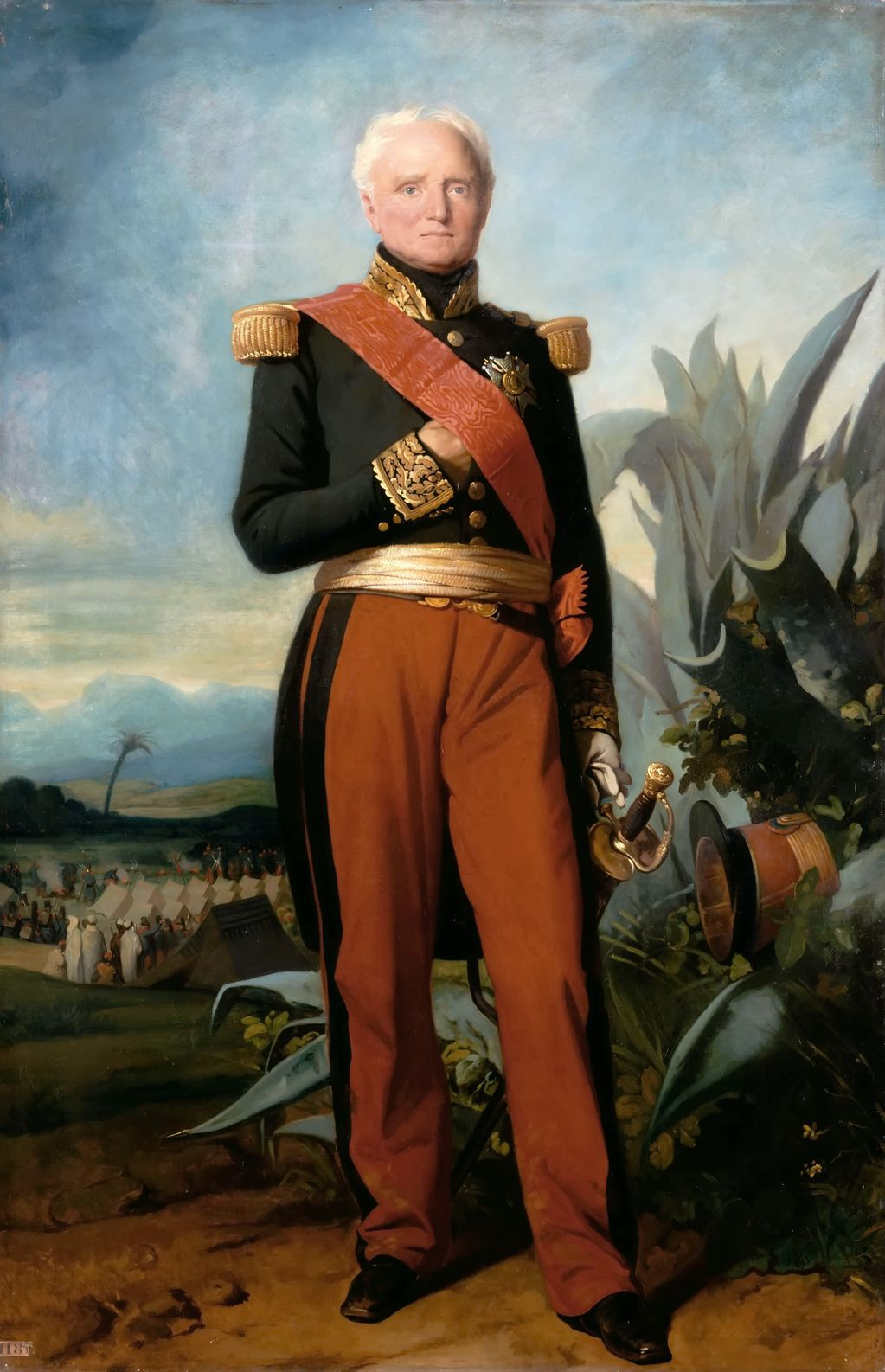
Thomas Bugeaud
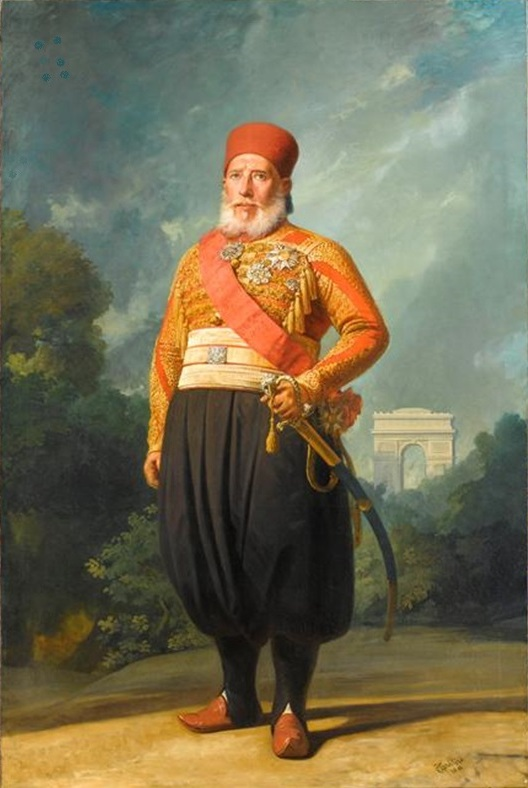
Ibrahim Pascha